# 지방도 제319호선
지방도 제319호선은 경기도 여주군 능서면 번도리와 양평군 청운면 갈운리를 잇던 경기도의 지방도이다.

## 연혁
- 1995년 10월 30일 : 지방도 제319호선 신설[1]
- 2005년 3월 28일 : 노선 폐지[2]

## 주요 경유지
- 여주군
  - 능서면 번도리(국도 제42호선 분기) - 구양리 - 백석리
  - 대신면 초현리 - 윤촌리

- 양평군
  - 지제면 망미리 - 무왕리
  - 양동면 고송리 - 금왕리
  - 청운면 갈운리

## 같이 보기
- 지방도 제341호선 (여주군 능서면 번도리 ~ 양평군 지제면 망미리 구간)
- 지방도 제342호선 (양평군 지제면 망미리 ~ 양동면 금왕리 구간)
- 지방도 제349호선 (양평군 양동면 금왕리 ~ 청운면 갈운리 구간)